# Greg Hsu
Hsu Kuang-han (chino tradicional= 許光漢, chino simplificado= 许光汉, pinyin= Xǔ Guānghàn, vietnamita= Hứa Quang Hán) conocido como Greg Hsu o Greg Han, es un actor y modelo taiwanés, conocido por haber interpretado a Wang Quan-sheng en la serie Someday Or One Day.

## Biografía
Estudió en "Taipei Municipal Fuxing Senior High School" y en "Chinese Culture University".
Salió con Cleo Chien (簡婕), sin embargo la relación relación terminó en julio del 2017.

## Carrera
En enero del 2020 se anunció que se había unido a la agencia "HL Entertainment" en China.
El 30 de julio del 2017 se unió al elenco de la serie taiwanesa Attention, Love! donde interpretó a Jin Yubin, un estudiante del departamento de administración de negocios, hasta el final de la serie el 5 de noviembre del mismo año.	
El 17 de noviembre del 2019 se unió al elenco principal de la popular serie taiwanesa Someday Or One Day (想見你) donde interpretó a Wang Quan-sheng y al estudiante Li Zi-wei, hasta el final de la serie el 16 de febrero del 2020.
El 30 de abril de 2021 aparecerá como parte del elenco principal de la película My Love (你的婚礼) donde dará vida a Zhou Xiaoqi. La película es el remake de la película surcoreana On Your Wedding Day.

## Filmografía

### Series de televisión
| Año         | Título                                    | Personaje                   | Notas        |
| ----------- | ----------------------------------------- | --------------------------- | ------------ |
| 2019 - 2020 | Someday Or One Day                        | Wang Quan-sheng / Li Zi-wei | 13 episodios |
| 2019        | Nowhere Man                               | Wang Xiao-qiu / Lin Jizi    | [ 11 ]       |
| 2019        | A Thousand Goodnights                     | -                           |              |
| 2018        | Meet Me @1006                             | Zhou Dajun                  |              |
| 2017 - 2018 | My Dear Boy                               | Nicholai (Ni Gulu)          |              |
| 2017        | Inference Notes                           | Lin Xiao                    | ep. #10      |
| 2017        | Art In Love                               | Qin Lang                    |              |
| 2017        | Attention, Love!                          | Jin Yubin / Xiao Yu         | 14 episodios |
| 2016        | Have You Ever Fallen In Love, Miss Jiang? | Chen Weizheng               |              |
| 2016        | Love of Sandstorm                         | Zhuang Haoyang              | 7 episodios  |
| 2013        | Dive In To Love                           | Chen Yan                    |              |

### Películas
| Año  | Título                                  | Personaje                   | Notas                                                                   |
| ---- | --------------------------------------- | --------------------------- | ----------------------------------------------------------------------- |
| 2022 | Mi boda con un fantasma                 | Wu Ming-han                 |                                                                         |
| 2021 | Someday Or One Day                      | Wang Quan-sheng / Li Zi-wei | [ 12 ]                                                                  |
| 2021 | My Love                                 | Zhou Xiaoqi                 | junto a Zhang Ruonan                                                    |
| 2020 | Your Love Song                          | -                           | junto a Eason Hsieh, Ko Chia-yen, Fu Meng-po, Phoebe Huang y Hans Chung |
| 2019 | A Sun (陽光普照)                        | Chen Jianhao (A-hao)        | junto a Wu Chien-ho, Ko Shu-chin, Chen Yi-wen y Liu Kuan-ting           |
| 2018 | Back to the Good Times (花甲大人轉男孩) | Invitado del Mercado        | junto a Lotus Wang, 康康, Alex Ko, Vera Yan y Tsai Chen-nan             |
| 2018 | Hijra In Between (海吉拉)               | Wen Tangsheng               | junto a Pipi Yao, Diane Lin y Chiao Man-Ting                            |
| 2013 | A Complete Life (雙全)                  | Imp                         | junto a Gu Baoming, Sun Peng, Winnie Zhang, Vince Gao y Yan Yulin       |

### Programas de variedades
| Año        | Programa                          | Notas                  |
| ---------- | --------------------------------- | ---------------------- |
| 2019       | Three Piglets (阮三個)            | invitado               |
| 2017       | Stylish Man The Chef (型男大主厨) | invitado               |
| 2016, 2017 | 100% Entertainment (娱乐百分百)   | 2 episodios - invitado |
| 2011       | Finding Mr. Right                 | participante           |

### Apariciones en videos musicales
| Año  | Artista                       | Canción                       | Notas |
| ---- | ----------------------------- | ----------------------------- | ----- |
| 2019 | Sunset Rollercoaster          | "Vanilla Villa"               |       |
| 2017 | Kenji Wu                      | "Losing Voice"                |       |
| 2014 | Chou Chuan-huing (Steve Chou) | "Lost Sight Of (时不知归)"    |       |
| 2013 | Penny Tai                     | "How Could You Sleep At Ease" |       |
| 2012 | Kuo Shu-yao                   | "Tell The Love (爱的告白)"    |       |
| 2003 | Jay Chou                      | "Class 3-2 (三年二班)"        |       |

### Revistas / sesiones fotográficas
| Año  | Título            | Notas                  |
| ---- | ----------------- | ---------------------- |
| 2020 | Men's Uno China   | (publicación de mayo)  |
| 2020 | Men's Uno Taiwan  | (publicación de mayo)  |
| 2020 | Pink Ink Magazine | (publicación de abril) |
| 2020 | MR Magazine       | (publicación de abril) |
| 2020 | Elle Taiwan       | (publicación de abril) |
| 2020 | 出色WSJ.          | (publicación de marzo) |

### Anuncios
| Año  | Título                                   | Notas |
| ---- | ---------------------------------------- | ----- |
| 2020 | Cadillac x GQ China                      |       |
| 2020 | L’Oreal Men Expert x GQ China            |       |
| 2017 | New Yamaha Force 155                     |       |
| 2015 | 统一小时光面馆-第二话 (心碎的滋味)       |       |
| -    | Canon Powershot G系列                    |       |
| -    | KISSME 花漾美姬_零阻力迷人深邃棕眼线液笔 |       |

### Endorsos
| Año       | Título                         | Notas                                  |
| --------- | ------------------------------ | -------------------------------------- |
| ¿? - 2021 | Puma China                     |                                        |
| 2020-     | Cadillac CT4                   | Portavoz                               |
| 2020-     | Wahaha Purified Drinking Water | Portavoz                               |
| 2020-     | Calvin Klein Jeans             | Portavoz en la región de la Gran China |
| -         | StayReal 品牌大使              |                                        |
| -         | 欧莱雅 男士 品牌大使           |                                        |

## Premios y nominaciones
| Año  | Categoría                           | Premio                          | Trabajo                                   | Resultado |
| ---- | ----------------------------------- | ------------------------------- | ----------------------------------------- | --------- |
| 2020 | Hong Kong/Taiwan Artist of the Year | Esquire China's 17th MAHB Award | -                                         | Ganó      |
| 2020 | Best Leading Actor                  | 55th Golden Bell Award          | Someday Or One Day                        | Nominado  |
| 2020 | Best Supporting Actor               | To Ten Chinese Films Festival   | A Sun                                     | Nominado  |
| 2017 | Best Supporting Actor               | 52nd Golden Bell Award          | Have You Ever Fallen In Love, Miss Jiang? | Nominado  |